# Holotype

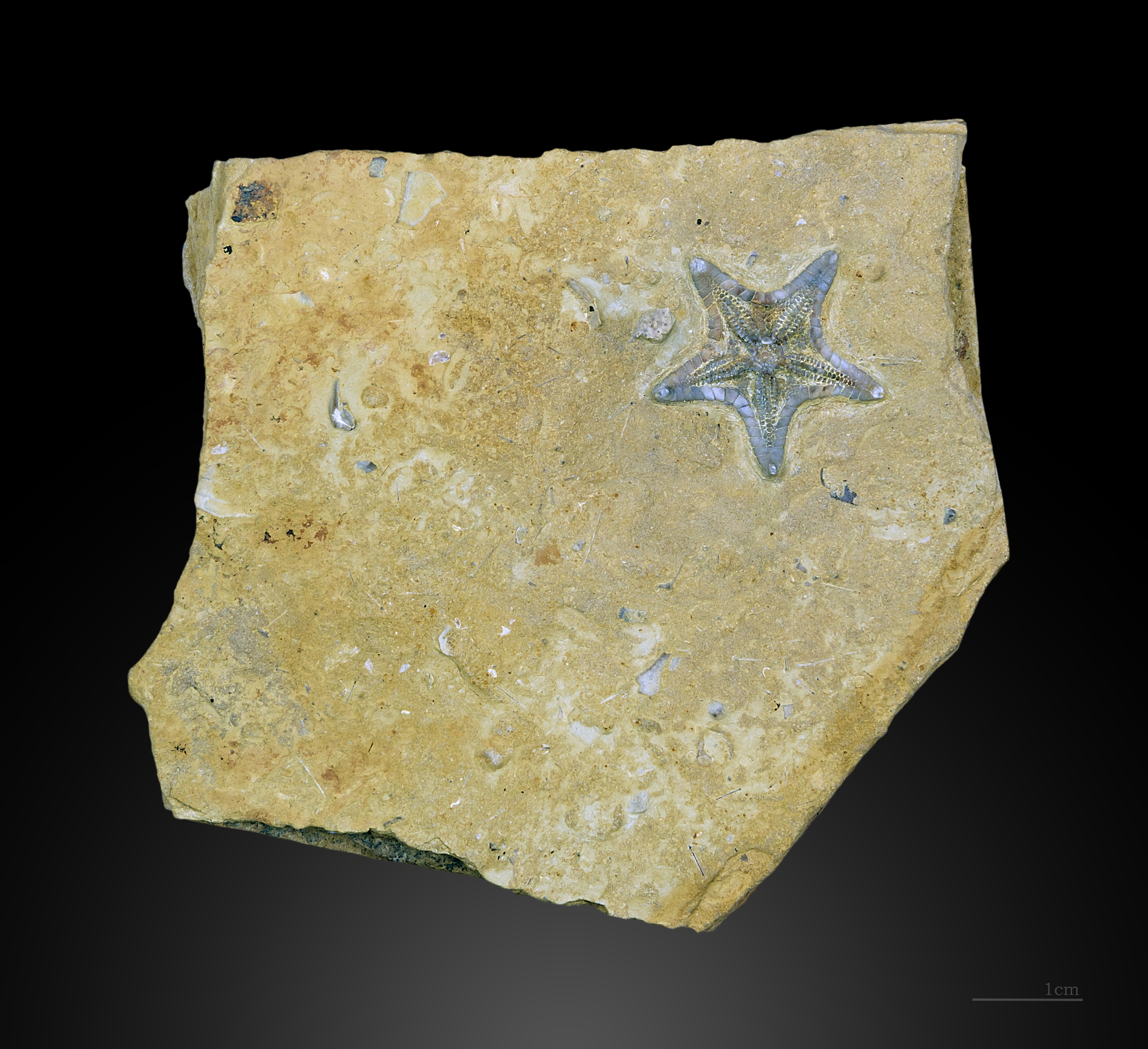
Holotype Marocaster coronatus

Een holotype is een van de verschillende mogelijke types in de biologische nomenclatuur. Het holotype is het unieke exemplaar of illustratie van een organisme dat genoemd wordt of aangewezen wordt in de oorspronkelijke publicatie, waarin de naam formeel gepubliceerd is.
Een holotype hoeft niet noodzakelijk typerend voor een taxon te zijn, hoewel dat idealiter wel zo zou moeten zijn.

## Voorbeelden van holotypes in de zoölogie
Het holotype van de vlinder Lycaeides idas longinus is een exemplaar in het Museum of Comparative Zoology van Harvard-universiteit. Het holotype van het knaagdier Crossomys moncktoni wordt bewaard in het Natural History Museum in Londen.
Soms is het holotype slechts een fragment van een dier, zoals vaak bij fossielen voorkomt. Het holotype van Pelorosaurus humerocristatus, een grote plantenetende dinosauriër, is een fossiel beenbot dat bewaard wordt in het Natural History Museum. Zelfs als er later een beter exemplaar zou worden gevonden, zou het holotype hetzelfde blijven.
Soms bestaat een holotype uit een of meer preparaten met daarop een of meer exemplaren: het gaat dan om heel kleine 'dieren'.

### Vervangen van een holotype in de zoölogie
Als het holotype verloren is gegaan, kan een ander exemplaar, een lectotype of  neotype, als type worden geselecteerd. Dit wordt dan het type (het exemplaar waaraan de naam van het organisme voortaan is verbonden, "name-bearing type").
Als een auteur vindt dat het holotype onvoldoende diagnostische kenmerken vertoont, dus zo slecht is dat de naam wordt beschouwd als een nomen dubium, dan kan een auteur een formeel verzoek indienen om een neotype vast te leggen.